# Louise-Caroline de Hesse-Cassel
Titre
Duchesse consort de Schleswig-Holstein-Sonderbourg-Beck (en)
25 mars 1816 – 17 février 1831
(14 ans, 10 mois et 23 jours)
Ne doit pas être confondu avec Caroline de Hesse-Cassel.
Louise Caroline de Hesse-Cassel, née le 17 septembre 1789 et décédée le 13 mars 1867 est duchesse consort de Schleswig-Holstein-Sonderbourg-Glücksbourg de 1825 à 1831, à la suite de son mariage avec le duc Frédéric-Guillaume de Schleswig-Holstein-Sonderbourg-Glücksbourg.

## Biographie
Louise-Caroline de Hesse-Cassel naît le 17 septembre 1789 au château de Gottorf au duché de Schleswig. Elle est la plus jeune fille du landgrave Charles de Hesse-Cassel (1744-1836) et de son épouse Louise de Danemark, fille du roi Frédéric V,.
Le 26 janvier 1810, elle épouse au château de Gottorf le prince Frédéric-Guillaume de Schleswig-Holstein-Sonderbourg-Beck (1785-1831), qui hérite en 1816 du titre de duc de son père et en 1825 reçoit le titre de duc de Schleswig-Holstein-Sonderbourg-Glücksbourg.
Ils ont dix enfants :
- Marie de Schleswig-Holstein-Sonderbourg-Glücksbourg (1810-1869), qui épouse en 1837 Frédéric von Lasperg, puis en 1846 le comte Alfred von Hohenthal,
- Frédérique de Schleswig-Holstein-Sonderbourg-Glücksbourg (1811-1902), qui épouse en 1834 le duc Alexandre-Charles d'Anhalt-Bernbourg,
- Charles de Schleswig-Holstein-Sonderbourg-Glücksbourg (1813-1878), qui épouse en 1838 la princesse Wilhelmine-Marie de Danemark,
- Frédéric de Schleswig-Holstein-Sonderbourg-Glücksbourg (1814-1885), qui épouse en 1841 la princesse Adélaïde de Schaumbourg-Lippe,
- Guillaume de Schleswig-Holstein-Sonderbourg-Glücksbourg (1816-1893),
- Christian IX (1818-1906), roi de Danemark,
- Louise de Schleswig-Holstein-Sonderbourg-Glücksbourg (1820-1894), abbesse d'Itzehoe,
- Jules de Schleswig-Holstein-Sonderbourg-Glücksbourg (1824-1903),
- Jean de Schleswig-Holstein-Sonderbourg-Glücksbourg (1825-1911),
- Nicolas de Schleswig-Holstein-Sonderbourg-Glücksbourg (1828-1849).